# Manlio Fabio Beltrones
Manlio Fabio Beltrones Rivera (ur. 30 sierpnia 1952 w Villa Juárez, stan Sonora) – meksykański polityk, były prezydent Senatu i gubernator stanu Sonora.

## Życiorys
Manlio Fabio Beltrones ukończył ekonomię na Narodowym Autonomicznym Uniwersytecie Meksyku (UNAM) i przez wiele był wykładowcą na tej uczelni.
Od 1976 do 1982 był asystentem, a następnie sekretarzem spraw wewnętrznych. W latach 1982–1985 oraz 1988–1991 zasiadał w Senacie. W 1988 sprawował funkcję prezydenta Senatu.
Od 22 października 1991 do 12 września 1997 był gubernatorem stanu Sonora. Od 2003 do 2006 zasiadał w Izbie Deputowanych. W 2006 ponownie wszedł w skład Senatu. Od 1 września 2006 do 31 sierpnia 2007 pełnił po raz drugi funkcję prezydenta Senatu.